# Symphonie no 3 de Tippett
Pour les articles homonymes, voir Symphonie no 3.
La Symphonie no 3 est une symphonie du compositeur britannique Michael Tippett. Composée en 1971-72, elle fut créée à Londres le 22 juin 1972 sous la direction de Colin Davis avec la soprano Heather Harper.

## Analyse de l'œuvre
1. Arrest - Movement (cinq fois)
2. Lento
3. Scherzo -  Allegro molto
4. Finale. Un texte du compositeur est chanté par la chanteuse soprano sur le mode du blues. Le finale de la neuvième symphonie de Beethoven est cité deux fois.